# Sandokan (film)
A Sandokan 1995-ben bemutatott spanyol televíziós rajzfilm, amely 1991-ben futott azonos című televíziós rajzfilmsorozat alapján készült.

## Szereplők
| Szereplő            | Eredeti hang    | Magyar hang               | Magyar hang               |
| Szereplő            | Eredeti hang    | 1. magyar szinkron (1996) | 2. magyar szinkron (2011) |
| ------------------- | --------------- | ------------------------- | ------------------------- |
| Sandokan            | Stuart Organ    | Kálloy Molnár Péter       | Schneider Zoltán          |
| Yanez               | Steve Edwin     | Melis Gábor               | Végh Péter                |
| Rajah               | Stve Bent       | Varga Tamás               | Faragó András             |
| William báró        | Richard Garnett | Galambos Péter            | Galbenisz Tomasz          |
| Lord James          | Gavin Muir      | Áron László               | Cs. Németh Lajos          |
| Lady Mariann        | Regina Reagan   | Roatis Andrea             | Molnár Ilona              |
| Surama              | Candida Gubbins | Biró Anikó                | Balsai Mónika             |
| Cracker             | N/A             | Bartucz Attila            | Gubányi György            |
| Giro                | N/A             | Szűcs Sándor              | Járai Máté                |
| Sambigliong         | N/A             | Bata János                | Bolla Róbert              |
| Patan               | N/A             | Kisfalussy Bálint         | Tóth Zoltán               |
| Malco               | N/A             | Galbenisz Tomasz          | Barbinek Péter            |
| Tremal-Naik         | N/A             | Kiss Gábor                | Viczián Ottó              |
| Shamina             | N/A             | Molnár Ilona              | Pekár Adrienn             |
| Talgusa             | N/A             | Kardos Gábor              | Járai Máté                |
| Suyadama            | N/A             | Bicskey Lukács            | Papp János                |
| Parancsnok          | N/A             | Barabás Kiss Zoltán       | Papp János                |
| Milcof főnök        | N/A             | Juhász Tóth Frigyes       | Törköly Levente           |
| Edward, főkomornyik | N/A             | Csuha Lajos               | Kajtár Róbert             |
| Fiatal Sandokan     | N/A             | Kálloy Molnár Péter       | Bogdán Gergő              |

- További magyar hangok (1. szinkronban): Albert Gábor, Csuha Lajos, Imre István, Megyeri János, Végh Ferenc, Zsíros Ágnes
- További magyar hangok (2. szinkronban): Farkas Zita, Fehér Péter, Kajtár Róbert, Papp János, Péter Richárd, Törköly Levente, Vári Attila, Vass Gábor